# Joseph Peyre

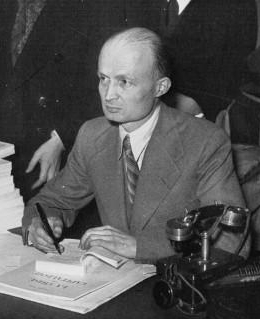
Joseph Peyré firmando su libro, Luces y sangre, en 1936

Joseph Peyre (Aydie, Departamento de los Pirineos Atlánticos, Aquitania, 13 de marzo de 1892 - Cannes, Alpes-Marítimos, región de Provenza-Alpes-Costa Azul, 26 de diciembre de 1968) fue un escritor francés. Ganó el premio Goncourt en 1935 con la novela Sang et Lumières (Luces y sangre), de ambiente taurino.

## Biografía
Joseph Peyre nació en 1892 en el Vic-Bilh, en la Gascuña, en el pueblecito bearnés de Aydie, donde sus padres eran profesores. Cursó sus estudios en el liceo de Pau (hoy Lycée Louis-Barthou); en París, donde estudió filosofía en el liceo Henri-IV, y en Burdeos, donde terminó el doctorado en leyes. Después de una breve carrera de abogado en Pau y en Limoges, se dedicó al periodismo con Georges y Joseph Kessel.
Como novelista, consagró varios de sus libros al Bearne (Le Puits et la Maison, De mon Béarn à la mer basque), y al País Vasco (Jean le Basque, ilustrado por Ramiro Arrue, y Le Pont des sorts). También realizó la obra l'home de Choque ambientada en la Revolución del 34 en Asturias.
En 1956 se presentó a la Academia Francesa, apadrinado por Pierre Benoit y el duque de Lévis-Mirepoix, bajo la presidencia del barón Seillière. También fue merecedor de la Legión de Honor y del Mérite Saharien.
Fue un buen conocedor de España y aficionado a la tauromaquia, hasta el punto de donar su nombre a un premio, el trofeo Joseph Peyré, entregado cada año por la peña taurina de Garlin al mejor novillero de la temporada. Existe un club taurino Joseph Peyre en Pau. 
El instituto del cantón de Garlin, del que forma parte Aydie, su villa natal, lleva su nombre, así como una calle de Pau y otra de Aire-sur-l'Adour (Landes). En Beauvallon, en el Var, hay una plaza con su nombre cerca de la que fue su residencia principal desde 1936.
En Madrid una pequeña calle del barrio de Salamanca lleva también su nombre

## Obras
- Sur la terrasse, 1922
- Francis Carco, 1923
- Les Complices, 1928
- Xénia, prefacio por Joseph Kessel, 1930
- L'Escadron blanc, 1931
- Le Chef à l'étoile d'argent, 1933
- Sous l'étendard vert, 1934
- Coups durs, 1935
- Sang et Lumières, 1935 (premio Goncourt). Hay una traducción al castellano titulada Luces y sangre, en el libro Premios Goncourt de novela, Plaza y Janés, 1935, y Ed. Juventud, 1953 (trad. por R. M. Tenreiro).
- L'Homme de choc, 1936
- Roc-Gibraltar, 1937
- De cape et d'épée, 1938
- Matterhorn, 1939
- Croix du sud, 1942
- Mont Everest, 1942
- Proie des ombres, 1943. Hay una traducción española titulada Presa de las sombras, Ediciones Destino, 1945 (trad. por Rafael Vázquez Zamora).
- Romanesque Tanger, 1943
- Sahara éternel, 1944
- Un soldat chez les hommes, 1946
- Mallory et son dieu, 1947
- La Tour de l'or, 1947
- L'Étang Réal, 1949
- La Légende du goumier Saïd, 1950
- Inoa, 1951
- De mon Béarn à la mer basque, 1952
- Guadalquivir, 1952. Hay una traducción al castellano con el mismo título de Ed. Juventud, de 1954, y luego de RD Editores, 2006, 2012 (ePub) (trad. por Javier Martín Álvarez).
- Jean le Basque, 1953. Hay una traducción al castellano con el título de Juan el Vasco, Juventud, Barcelona, 1956, traducida por Josefina Carabias.
- La Passion selon Séville..., 1953. Hay una traducción al castellano, La pasión según Sevilla, de Ed. Castillejo, 1989, 1992 (trad. por José Luis Ortiz de Lanzagorta).
- Le Puits et la Maison , 1955
- Les Quatre Capitaines, 1956
- De sable et d'or, 1957
- Une fille de Saragosse, 1957
- Pays basque, Les Albums des Guides bleus, 1957
- Souvenirs d'un enfant, 1958
- Le Pont des sorts, 1959
- Le Pré aux ours, 1959
- Cheval piaffant - un Basque chez les Sioux, 1960
- Le Plan du soleil, 1960
- Les Lanciers de Jerez, 1961
- Les Remparts de Cadix, 1962
- L'Alcade de San Juan, 1963
- Feu et sang de juillet, 1964

## Adaptaciones al cine
- L'Escadron blanc (1936), de Augusto Genina, con Fulvia Lazzi y Francesca Dalpe
- L'Escadron blanc (1949), de René Chanas, con Jean Chevrier, René Lefèvre y Michèle Martin.
- Sang et Lumières (1954), de Georges Rouquier, diálogos de Michel Audiard, con Daniel Gélin, Zsa Zsa Gabor y Jacques Dufilho

## Radio y televisión
- Vent du Sud, entretiens avec Joseph Peyré, una serie de 11 emisiones de la Radiodiffusion-télévision Française, presentada por Marguerite Taos en France II, del 5 de enero al 16 de marzo de 1958.
- Jour de fête au Pays Basque, disco de vinilo de 33 rpm, Musique du monde, Ed. Biem, 1962.
- Pierre Dumayet, Interview de Joseph Peyré en la emisión Lectures pour tous de la ORTF, el 14 de marzo de 1962.
- Joseph Peyré : écrivain, béarnais, humaniste, film de 26 min, texto y guion de Pierre Peyré, realizado por Dominique Gautier, leído por Jacques Dufilho y distribuido por el Centre national de documentation pédagogique, 1992.